# Vladislav Lučić
Vladislav Lučić (in serbo Владислав Лучић?; Belgrado, 7 agosto 1941) è un ex cestista e allenatore di pallacanestro serbo.

## Carriera
Da allenatore ha guidato la Costa d'Avorio ai Campionati mondiali del 1982 e la Germania a due edizioni dei Campionati europei (1995, 1997).

## Palmarès

### Allenatore
- YUBA liga: 2

Stella Rossa Belgrado: 1992-93, 1993-94
- Coppa di Jugoslavia: 1

Partizan Belgrado: 1999